# D6 System
Il D6 System è un sistema di gioco di ruolo pubblicato da West End Games (WEG). Il sistema è pensato principalmente per il gioco carta e matita, tuttavia esistono varianti per giochi di ruolo dal vivo e giochi di miniature. Il suo nome deriva dal comune dado a sei facce che è utilizzato per tutti i tiri richiesti dal sistema.

## Il sistema

### Attributi e abilità
Nel D6 System, i personaggi sono definiti da attributi e abilità. Gli attributi rappresentano le capacità innate di un personaggio in una determinata area. Molti giochi di ruolo basati sul D6 System utilizzano un numero variabile di attributi compreso tra 6 e 8, tuttavia tali attributi possono differire a seconda del gioco. Acume, Intelletto, Conoscenza, Percezione, Presenza e Tecnica sono esempi di attributi mentali; Agilità, Coordinazione, Meccanica, Fisico, Riflessi e Forza sono esempi di attributi fisici. Le abilità sono capacità e conoscenze acquisite dal personaggio mediante un addestramento e sono associate ad un attributo specifico (per esempio Guidare, Acrobazia e Scalare sono abilità legate ai Riflessi). Ogni attributo e le abilità relative sono valutati in Dice and Pips, letteralmente Dadi e Punti; Il valore di Dadi indica il numero di dadi da lanciare e il valore di Punti indica un modificatore fisso (generalmente compreso tra 0 e 2) da aggiungere al tiro di dadi per ottenere il risultato di un'azione. Più è alto il valore di Dadi e Punti associato a un'abilità o a un attributo e più competente è il personaggio nell'utilizzo degli stessi. Per esempio, un personaggio con punteggio di forza pari a 4D+2 è più forte di un personaggio con punteggio di forza pari a 3D+1.

### Azioni e risoluzione
L'esito delle azioni dei personaggi si ottiene effettuando un tiro di dadi e confrontando il risultato con un valore di difficoltà. Ci sono due tipi di azioni: standard e contrapposta. Per effettuare un'azione standard, il master chiede al giocatore di lanciare i dadi relativi a un attributo o a un'abilità. Si somma il risultato di ogni dado con il valore di Punti del personaggio per ottenere il totale dell'azione. Il totale, tenuto conto anche di eventuali modificatori imposti dal master o dal sistema, viene confrontato con un valore di difficoltà. Per compiere un'azione contrapposta, entrambe le parti coinvolte (di solito un personaggio giocante e un personaggio non giocante controllato dal master) lanciano i dadi relativi a un attributo o a un'abilità. I risultati ottenuti, eventualmente modificati, sono confrontati. Vince il confronto il personaggio che ottiene il risultato più alto.

### Varianti del sistema di risoluzione
La maggior parte dei giochi basati sul D6 System utilizza il sistema di risoluzione descritto sopra, che tipicamente è chiamato D6 Classic System, tuttavia esistono alcune varianti. Nel D6 Legend System, invece di sommare i risultati dei dadi, si considerano i dadi che mostrano 3, 4, 5 e 6 come successi. L'utilizzo di ogni abilità richiede un dato numero di successi. Il D6 Legend System non utilizza il valore di Punti. Questa variante del sistema è chiamata, in modo ironico, “il D6 System per chi non capisce la matematica” sul forum di discussione della WEG. Il D6 Legend System è utilizzato in Hercules and Xena RPG, nel gioco di ruolo DC Universe e la Raven City Studios, che attualmente ne detiene la licenza, lo utilizzerà in Dreamshade, gioco di prossima pubblicazione. In altre varianti, come quella utilizzata nei giochi Star Wars Live Action Adventure e Star Wars Miniatures Battles, si utilizza il tiro di un singolo dado a sei facce a cui viene sommato il valore di un attributo o di un'abilità. Il totale così ottenuto viene confrontato con il valore della difficoltà.

## Storia
Un precursore del D6 System apparve in Ghostbusters: A Frightfully Cheerful Roleplaying Game, ideato dagli ex allievi della Chaosium Sandy Petersen, Lynn Willis e Greg Stafford, pubblicato dalla WEG nel 1986. L'anno seguente, Greg Costykian, Curtis Smith e Bill Slavicsek rielaborarono alcuni elementi di Ghostbuster inserendoli in Star Wars: The Roleplaying Game. Per una decade, la West End Games pubblicò oltre 150 titoli ambientati nell'universo di Guerre stellari, così come una rivista, The Star Wars Adventure Journal.
Nel 1996, la WEG pubblicò The D6 System: The Customizable Roleplaying Game, scritto da George Strayton, primo libro del D6 System totalmente slegato da materiale proprietario. Il D6 System assomiglia molto a sistemi generici come GURPS, ma data la sua flessibilità nella creazione di attributi e abilità può essere paragonato a Fudge. Dopo il manuale base del D6 System, la WEG pubblicò Indiana Jones Adventure (titolo originariamente basato sul Masterbook RPG) e il gioco di ruolo stand alone Man in Black RPG. Hercules and Xena RPG fu l'ultimo titolo pubblicato dall'originaria WEG prima della bancarotta e il primo a usare un sistema di risoluzione modificato conosciuto con il nome di D6 Legend System. Dopo la bancarotta, la maggior parte delle licenze acquisite dalla WEG terminò, ma la società ricostituita ne acquisì un'altra dalla DC Comics. La licenza sfociò in un nuovo titolo basato sul D6 Legend System, DC Universe, del quale furono pubblicati alcuni titoli tra il 1999 e il 2001. Le attività della WEG furono quindi acquisite dalla Les Humanoïdes Associés editore della Saga dei Meta-Baroni, che pubblicò un gioco di ruolo basato sul fumetto usando il D6 System.

### Anni 2000
Nel 2004, le attività della WEG cambiarono di nuovo mano, passando alla Purgatory Publishing che ripubblicò il D6 System sotto forma di tre manuali rilegati con copertina rigida più una dozzina di supplementi, a oggi. I tre manuali, scritti da Nikola Vrtis, sono tre giochi distinti con in comune la meccanica principale, ma con diversi attributi, liste di abilità, equipaggiamento e superpoteri. Il D6 Adventure tratta diversi generi, western, pulp, spionaggio, supereroi e altre ambientazioni moderne. Il D6 Space che ha molto in comune con l'originario Star Wars RPG, fornisce dettagli per generi quali space opera e cyberpunk. Il D6 Fantasy permette di creare campagne fantasy tipo sword and sorcery e cappa e spada.
Nell'aprile 2016, il D6 System, insieme a West End Games, vennero acquistati da Nocturnal Media. I manuali furono resi disponibili su DriveThruRPG e si parlò dello sviluppo del sistema. Un anno dopo, il D6 System venne concesso in licenza a Gallant Knights Games per la pubblicazione di una nuova edizione del sistema, annunciato a gennaio 2019.